# International Music Score Library Project

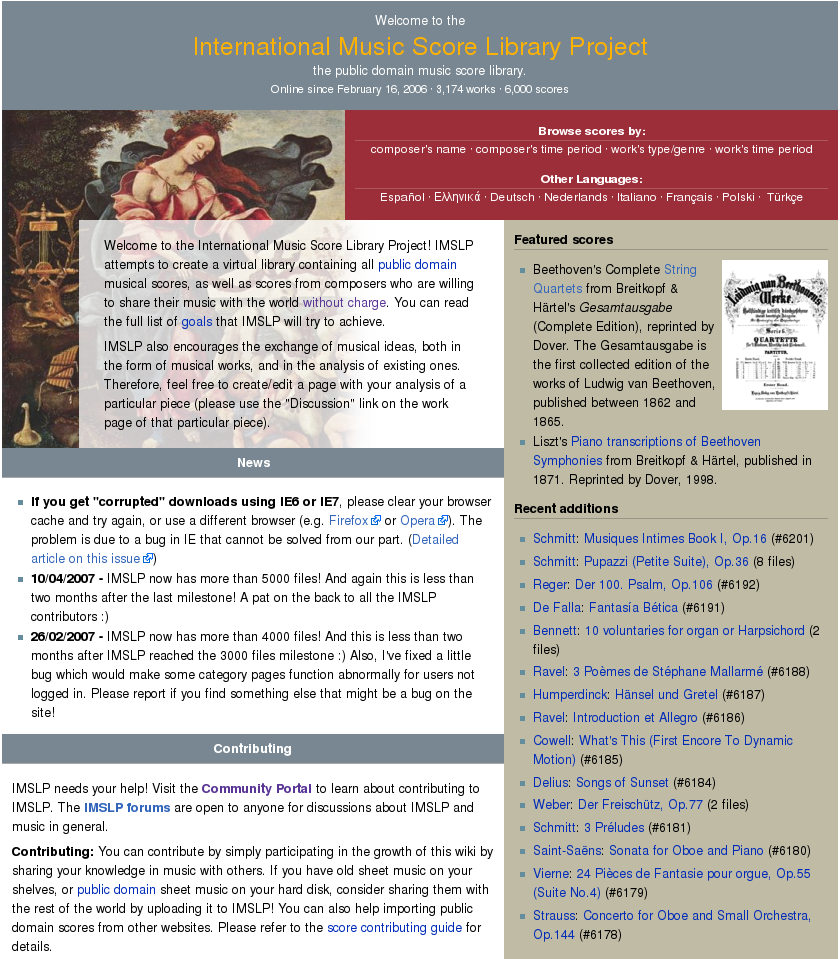
De voorpagina in mei 2007

International Music Score Library Project (IMSLP) is een online bibliotheek met partituren die voor het publieke domein beschikbaar zijn. Daarnaast bevat het ook partituren van componisten die hun muziek gratis verspreiden. De website is gebaseerd op wiki-software.
IMSLP bevat voornamelijk gescande partituren, in tegenstelling tot bijvoorbeeld Mutopia of WIMA die digitale letterzettingen aanbieden. Na zijn start op 16 februari 2006 kende het IMSLP een exponentiële groei. Men biedt er in mei 2012 zo'n 190.000 partituren van 54.000 composities aan. In augustus 2025 is dit uitgegroeid tot 246.385 werken in 818,592 partituren en 90.595 uitvoeringen van 26.918 componisten.
Vanaf 13 oktober 2007 tot 29 juni 2008 lag het project stil wegens auteursrechtenproblemen.
IMSLP volgt de Canadese wetgeving ten aanzien van het publieke domein, aangezien de belangrijkste servers fysiek geplaatst zijn in Canada.